# Бабасан-Найман
Бабаса́н-Найма́н (укр. Бабасан-Найман, крымскотат. Baba Asan Nayman, Баба Асан Найман) — исчезнувшее село в Первомайском районе Республики Крым, располагавшееся на северо-востоке района, в степной части Крыма на обоих берегах реки Чатырлык, примерно в полукилометре севернее современного села Островское.

### Динамика численности населения
| - 1805 год — 73 чел. - 1864 год — 15 чел. - 1889 год — 88 чел. - 1892 год — 71 чел. | - 1900 год — 43 чел. - 1915 год — 32/12 чел. - 1926 год — 63 чел. |

## История
Первое документальное упоминание села встречается в Камеральном Описании Крыма… 1784 года, судя по которому, в последний период Крымского ханства Бабахасан входил в Четырлык кадылык Перекопского каймаканства.После присоединения Крыма к России (8) 19 апреля 1783 года, (8) 19 февраля 1784 года, именным указом Екатерины II сенату, на территории бывшего Крымского Ханства была образована Таврическая область и деревня была приписана к Перекопскому уезду. С 30 на 31 мая 1787 года в Бабасане ночевала императрица Екатерина II во время путешествия в Крым.
После Павловских реформ, с 1796 по 1802 год, входила в Перекопский уезд Новороссийской губернии. По новому административному делению, после создания 8 (20) октября 1802 года Таврической губернии, Бабасан-Найман был включён в состав Джанайской волости Перекопского уезда.
По Ведомости о всех селениях в Перекопском уезде состоящих с показанием в которой волости сколько числом дворов и душ… от 21 октября 1805 года в деревне Бабасан-Найман числилось 10 дворов, 69 крымских татар и 4 цыгана. На военно-топографической карте генерал-майора Мухина 1817 года в деревне Бабасан найман обозначены те же 10 дворов. После реформы волостного деления 1829 года Бабасан, согласно «Ведомости о казённых волостях Таврической губернии 1829 года», остался в составе Джанайской волости. Затем, видимо, в результате эмиграции крымских татар, деревня заметно опустела и на карте 1836 года в деревне 5 дворов, а на карте 1842 года Бабасан обозначен условным знаком «малая деревня» (это означает, что в нём насчитывалось менее 5 дворов).
В 1860-х годах, после земской реформы Александра II, деревню приписали к Ишуньской волости. В «Списке населённых мест Таврической губернии по сведениям 1864 года», составленном по результатам VIII ревизии 1864 года, Бабасан — владельческая деревня с 2 дворами и 15 жителями при балкѣ Четерлыкѣ. По обследованиям профессора А. Н. Козловского начала 1860-х годов, вода в колодцах деревни была пресная «в достаточном количестве», а их глубина колебалась от 2 до 4 саженей (4—8 м). На трехверстовой карте Шуберта 1865—1876 года в деревне Бабасан показан 1 двор. Согласно «Памятной книжке Таврической губернии за 1867 год», деревня стояла покинутая, ввиду эмиграции крымских татар, особенно массовой после Крымской войны 1853—1856 годов, в Турцию. В «Памятной книге Таврической губернии 1889 года», включившей результаты Х ревизии 1887 года, записаны 2 деревни — Бабасан 1-й, с 9 дворами и 60 жителями, и Бабасан 2-й — 4 двора и 28 жителей.
После земской реформы 1890 года Бабасан отнесли к Джурчинской волости. Согласно «…Памятной книжке Таврической губернии на 1892 год», в волости числились деревня Бабасан, не входившая ни в одно сельское общество, с 69 жителями в 8 домохозяйствах, и экономия Бабасан с 2 жителями в 1 дворе. По «…Памятной книжке Таврической губернии на 1900 год» числилась только экономия Бабасан с 43 жителями в 6 дворах. По Статистическому справочнику Таврической губернии. Ч.II-я. Статистический очерк, выпуск пятый Перекопский уезд, 1915 год, в деревне Бабасан (она же Новый Бабасан) Джурчинской волости Перекопского уезда числилось 5 дворов (все дворы с землёй) с русским населением в количестве 32 человек приписных жителей и 12 — «посторонних», из которых 24 мужчины и 25 женщин. Жители владели 200 десятинами удобной земли. В хозяйствах имелось 25 лошадей, 10 коров и 15 голов мелкого скота.
После установления в Крыму Советской власти и учреждения 18 октября 1921 года Крымской АССР, в составе Джанкойского уезда был образован Курманский район, в состав которого включили село. В 1922 году уезды получили название округов. На карте Крымское Статистическое Управления 1922 года селение обозначено, как Отрадное-Когенлы. 11 октября 1923 года, согласно постановлению ВЦИК, в административное деление Крымской АССР были внесены изменения, в результате которых был ликвидирован Курманский район и село включили в состав Джанкойского. Согласно Списку населённых пунктов Крымской АССР по Всесоюзной переписи 17 декабря 1926 года, в селе Бабасан (она же Новый Бабасан), Джурчинского сельсовета Джанкойского района, числилось 17 дворов, из них 13 крестьянских, население составляло 63 человека, из них 43 украинца, 8 русских и 12 немцев. Также существовал хутор Бабасан того же сельсовета, с 4 дворами и 15 жителями. Постановлением ВЦИК РСФСР от 30 октября 1930 года был создан Фрайдорфский еврейский национальный район (переименованный указом Президиума Верховного Совета РСФСР № 621/6 от 14 декабря 1944 года в Новосёловский) еврейского национального района село включили в его состав, а после разукрупнения в 1935-м и образования также еврейского национального Лариндорфского (с 1944 — Первомайский) — переподчинили новому району. В последний раз встречается на карте генштаба 1941 года.